# Gruvdammarna
Gruvdammarna är ett par sjöar eller dammar vid Bjelkes gruvor på Åreskutans nordöstra sluttning mot Kallsjön. Se:
- Gruvdammarna (Kalls socken, Jämtland, 704191-136647), sjö i Åre kommun, 63°27′36″N 13°07′43″Ö / 63.46°N 13.1287°Ö (5,91 ha)
- Gruvdammarna (Kalls socken, Jämtland, 704204-136679), sjö i Åre kommun, 63°27′43″N 13°08′00″Ö / 63.462°N 13.1333°Ö